# Sarath Amunugama

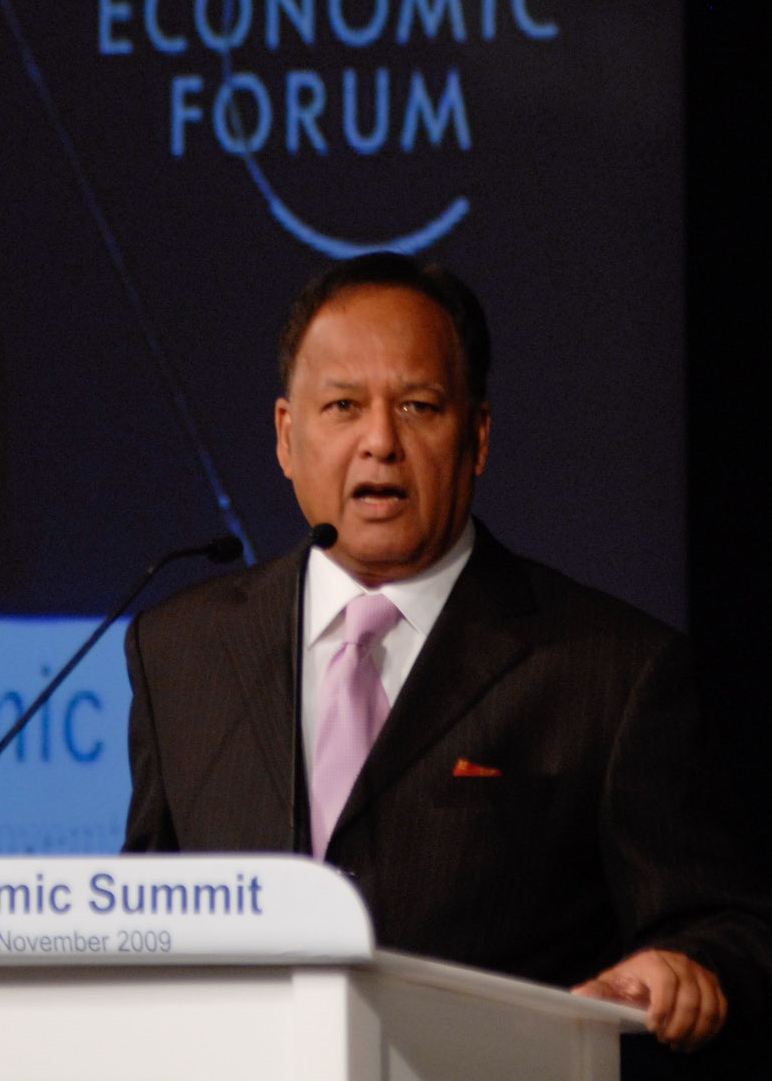
Sarath Amunugama

Sarath Leelananda Bandara Amunugama (singhalesisch සරත් ලීලානන්ද බණඩාර අමුනුගම; Tamil சரத் அமுனுகம; * 10. Juli 1939 in Kandy, Zentralprovinz) ist ein sri-lankischer Politiker der United People’s Freedom Alliance (UPFA).

## Leben
Amunagama absolvierte nach dem Besuch des 1872 von anglikanischen Missionaren gegründeten Trinity College in Kandy ein Studium an der University of Ceylon und trat danach in den öffentlichen Dienst ein. Während seiner Tätigkeit im öffentlichen Dienst war er unter anderem als Government Agent Leiter der Verwaltung im Distrikt Kandy sowie als Ständiger Sekretär höchster Verwaltungsbeamter im Ministerium für Information und Rundfunk, ehe er zuletzt Vorstandsvorsitzender des staatlichen Pressekonzerns Associated Newspapers of Ceylon Limited (ANCL) sowie Mitarbeiter der UNESCO in Paris war.
Bei der Wahl am 16. August 1994 wurde Amunagama für die United National Party (UNP) erstmals Mitglied des Parlaments von Sri Lanka und vertritt dort seither den Wahlkreis Kandy, wobei er später zur Sri Lanka Freedom Party (SFLP) wechselte. Im August 2000 übernahm er in der ersten Regierung von Premierminister Ratnasiri Wickremanayake zunächst den Posten als Minister für Bewässerung und Verwaltung von Wasserressourcen sowie im Anschluss nach einer Regierungsumbildung von 2001 bis zum Ende von Wickremanayakes Amtszeit im Dezember 2001 das Amt als Minister für Erziehung und Hochschulbildung. 
In der Regierung von Premierminister Mahinda Rajapaksa fungierte er vom 14. April 2004 bis zum 22. November 2005 als Finanzminister. In der darauf folgenden zweiten Regierung von Premierminister Ratnasiri Wickremanayake bekleidete er anfangs zwischen dem 23. November 2005 und dem 28. Januar 2007 das Amt des Ministers für öffentliche Verwaltung und Innenministers. Nach einer Regierungsumbildung übernahm er vom 26. Januar 2007 bis zum 21. April 2010 das Amt als Minister für Unternehmensentwicklung und Investitionsförderung sowie nach einer weiteren Regierungsumbildung zwischen dem 31. Dezember 2008 und dem 21. April 2010 zusätzlich erneut die Posten des Ministers für öffentliche Verwaltung und Innenministers, nachdem der bisherige Innenminister Karu Jayasuriya am 9. Dezember 2008 zurückgetreten war. In der darauf folgenden Regierung von Premierminister D. M. Jayaratne fungierte er zwischen April 2010 und Januar 2015 als stellvertretender Minister für Finanzen und Planung.
Amunagama, der mittlerweile Mitglied der United People’s Freedom Alliance (UPFA) ist, übernahm in der am 9. Januar 2015 gebildeten dritten Regierung von Premierminister Ranil Wickremesinghe zuerst das Amt als Minister für Hochschulbildung und Forschung sowie nach einer Regierungsumbildung am 23. Oktober 2015 den Posten als Minister für Sonderprojekte, den er bis zum 26. Oktober 2018 bekleidete. Im darauf folgenden zweiten Kabinett von Premierminister Rajapaksa übernahm er am 29. Oktober 2018 die Posten als Außenminister sowie als Minister für Wissenschaft, Technologie, Forschung, Kompetenzentwicklung, Berufsausbildung und das Erbe der Hochlandtamilen und bekleidete diese bis zum 15. Dezember 2018.
Sein Neffe ist der Politiker Dilum Amunugama, der ebenfalls Mitglied des Parlaments sowie 2022 Minister für Verkehr und Industrie war.